# Plymouth Road Runner
Plymouth Road Runner – samochód sportowy typu muscle car klasy wyższej produkowany pod amerykańską marką Plymouth w latach 1968 – 1980.

## Pierwsza generacja

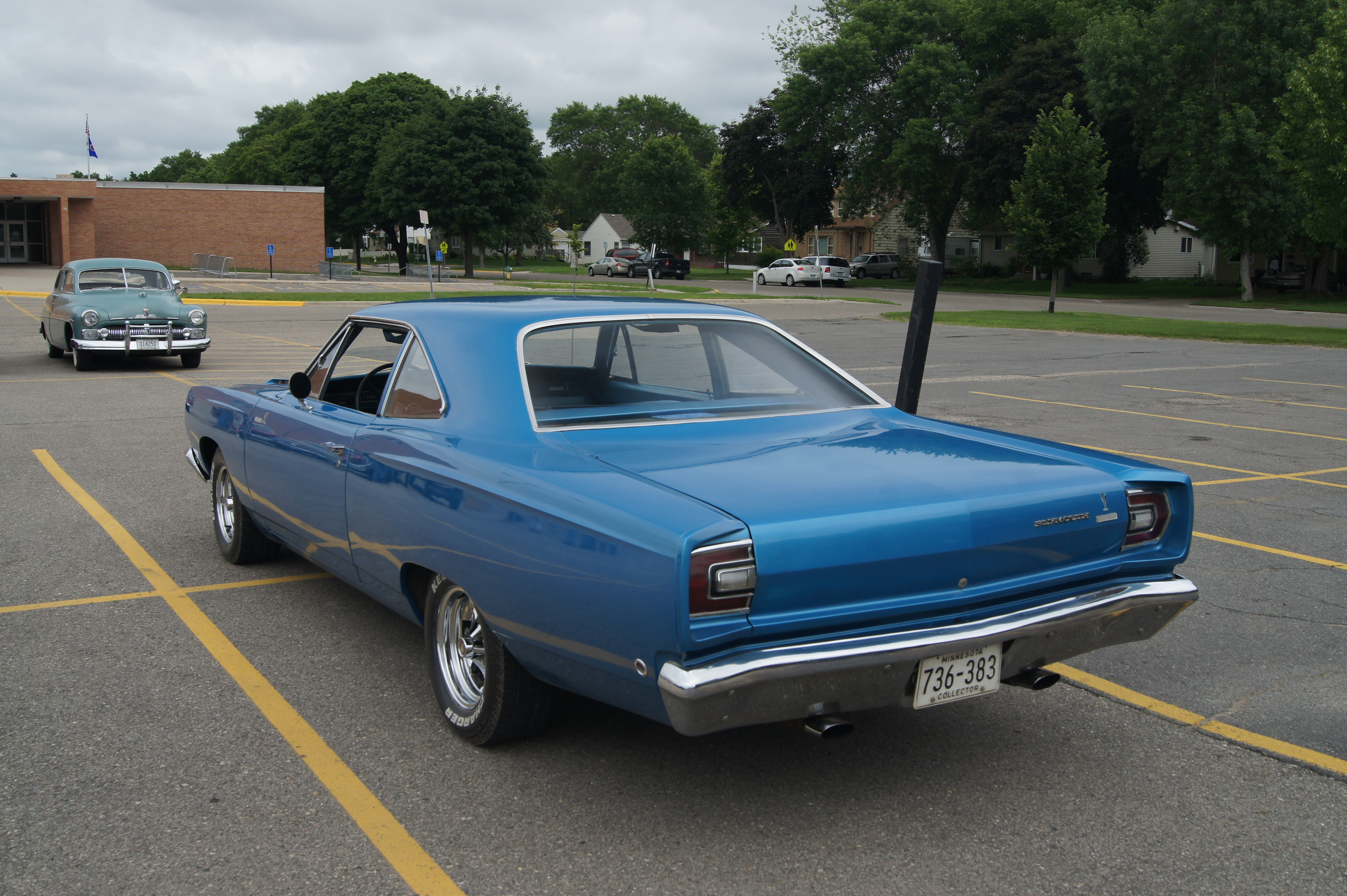
Plymouth Road Runner I - tył

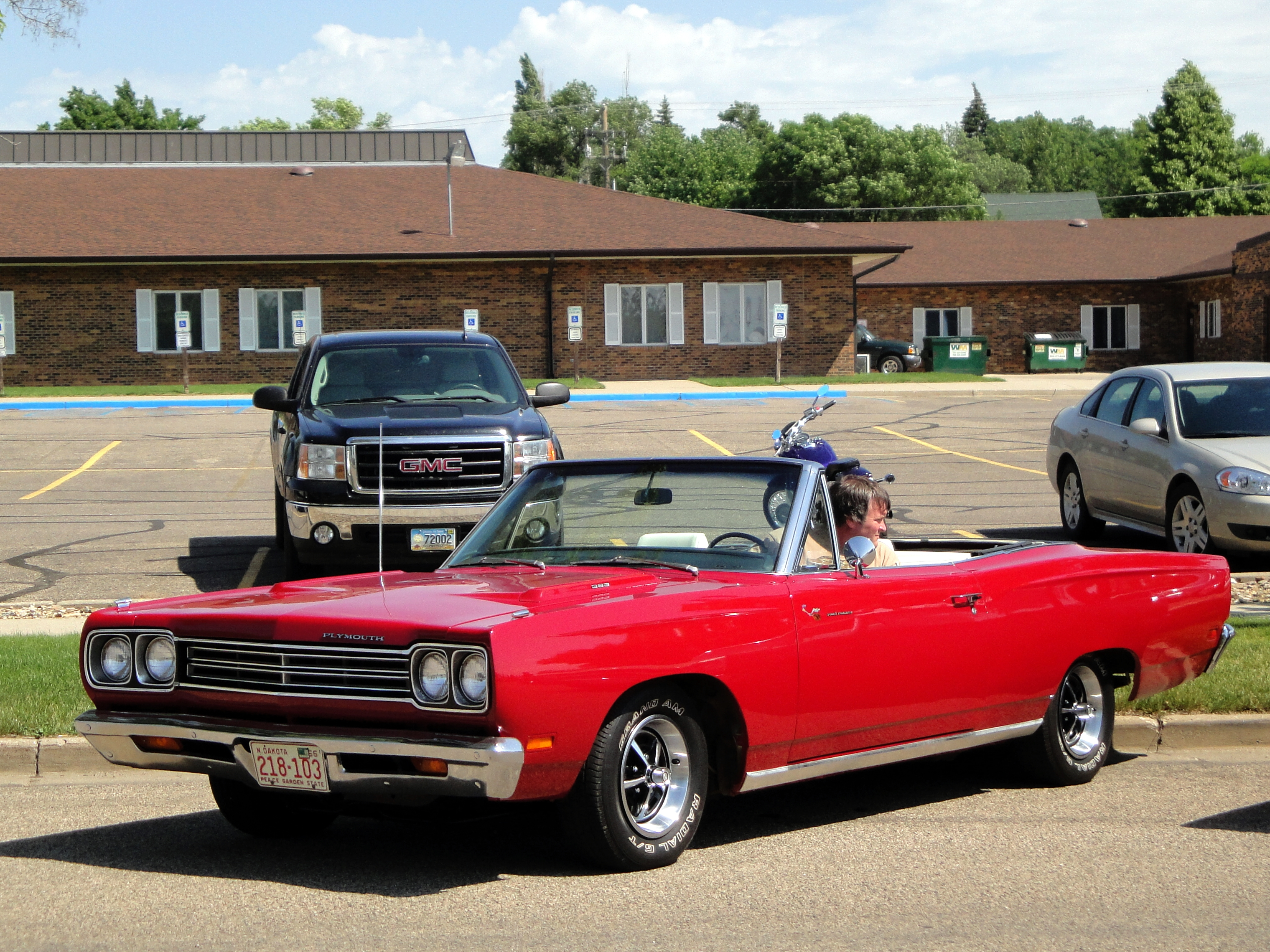
Plymouth Road Runner I Cabriolet

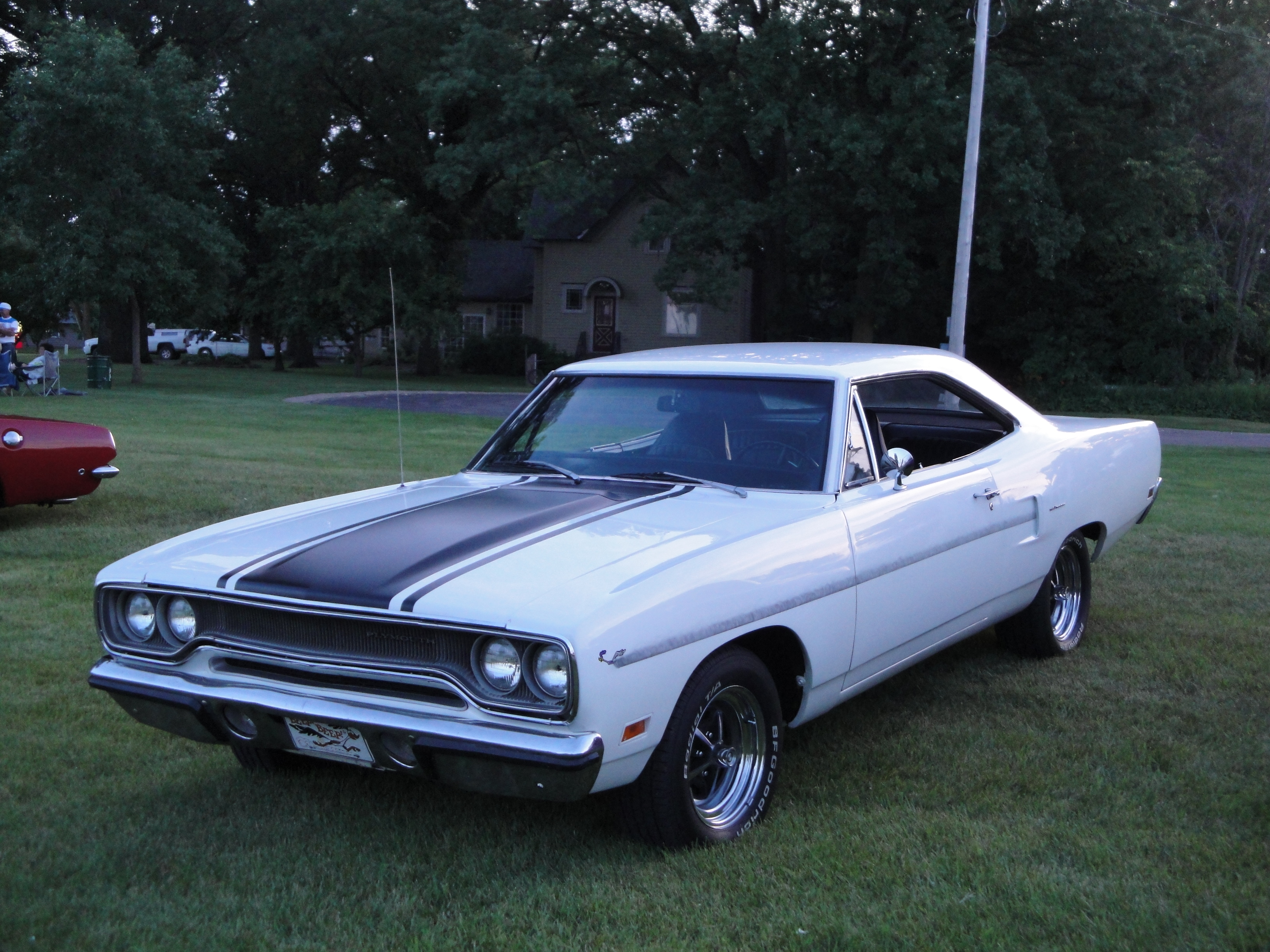
Plymouth Road Runner I po liftingu

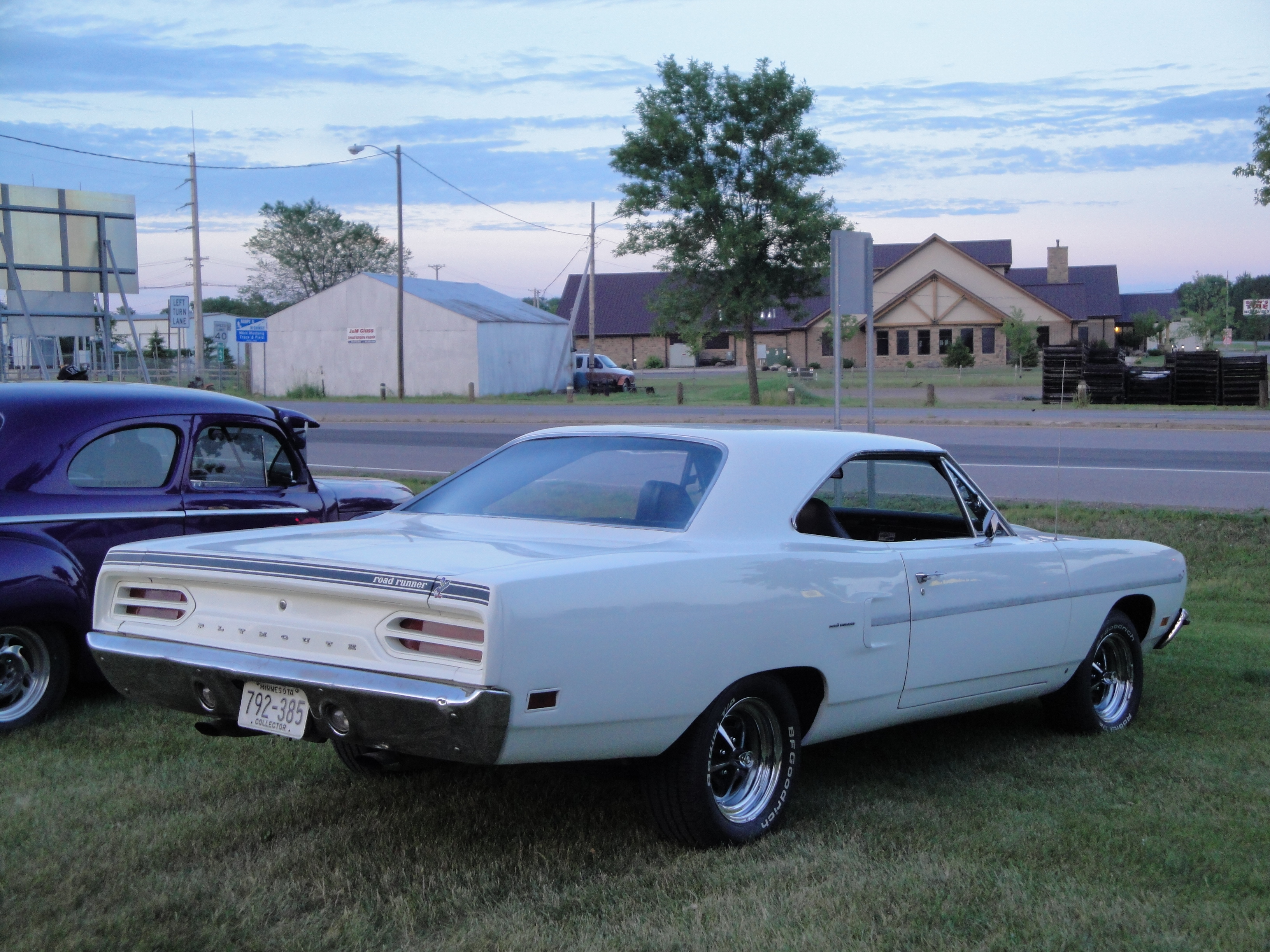
Plymouth Road Runner I - tył po liftingu

Plymouth Road Runner I został zaprezentowany po raz pierwszy w 1968 roku.
Chociaż Plymouth miał już swojego przedstawiciela w klasie muscle carów (model GTX), konstruktorzy firmy zdecydowali się opracować szybszą i bardziej wyczynową alternatywę dla tego pojazdu. Według Plymoutha samochód ten miał pokonywać dystans 1/4 mili (402 m) w czasie około 14 s i kosztować mniej niż 3000 USD. Oba te warunki zostały spełnione, niskobudżetowy Road Runner pojawił się na ulicy. Sukces jaki odniósł Road Runner wpłynął na spopularyzowanie tego segmentu samochodów, przyćmił także pozycję rynkową modelu GTX.
Po zapłaceniu 50 000 dolarów wytwórni filmowej Warner Brothers za możliwość użycia nazwy pochodzącej od kreskówkowego bohatera Strusia Pędziwiatra (Road Runnera), Plymouth postanowił zbudować samochód oparty na pierwotnych założeniach prawdziwego muscle cara. Model ten został oparty na platformie Chrysler B-body(na niej oparte były także modele Belvedere, Satellite i GTX). 
Każdy element który wpływał w jakiś sposób pozytywnie na osiągi i prowadzenie został wzmocniony i ulepszony; wszystko co zbędne zostało usunięte. Wnętrze samochodu było spartańsko wyposażone, w początkowych modelach nie było nawet na wyposażeniu dywaników podłogowych, dostępnych było tylko kilka opcji wyposażenia. Pierwsze modele z rocznika '68 dostępne były tylko jako dwudrzwiowe coupé, w późniejszych latach dostępna była także wersja "hardtop".
Podstawową jednostką napędową dla samochodu był silnik 383 CID (6,3 l) Roadrunner V8 o mocy 338 HP i momencie obrotowym równym 576 Nm. Za dodatkowe 714 $ istniała możliwość zamontowania motoru 426 CID Hemi o mocy 429 KM i momencie obrotowym wynoszącym 664 Nm. W połączeniu z niską masą pojazdu, sprawiało to że Plymouth Road Runner był w stanie pokonać dystans 1/4 mili w czasie 13,4 s przy prędkości końcowej 169 km/h (105 mph).

### Pierwszy lifting
Modele z roku 1969 model zachowały ten sam wygląd nadwozia, nieznacznie zmieniono detale (np. tylne światła, opcjonalnie montowane fotele kubełkowe, nowe emblematy Road Runner). W roku tym pojawiła się opcja Road Runner convertible, powstało zaledwie 2.000 sztuk tego rocznika w wersji ze zdejmowanym dachem, z czego tylko dziewięć z nich wyposażone było w silnik HEMI.  
Nowością była wprowadzona w tym roku opcja "Air Grabber"; kanał doprowadzający zimne powietrze pod maskę, które było doprowadzane tam poprzez dwa prostokątne wloty na masce. Mogły być one otwierane i zamykane za pomocą dźwigni znajdującej się we wnętrzu pojazdu. Projekt i funkcjonalność opcji "Air Grabber" został zmieniony po roku 1969.
Podstawową jednostką napędową nadal był silnik 383, dodano natomiast do palety jednostkę 440 CID z trzema dwugardzielowymi gaźnikami nazywaną potocznie "440 Six Pack" (6-BBL). Wyposażone w motor Six Pack Road Runnery nie posiadały kołpaków, miały wykonaną z włókna szklanego maskę wyposażoną w funkcjonalne wloty powietrza. Silnik 440 produkował moc 393 KM i 664 Nm momentu obrotowego przy 3200 rpm, wartości te były zbliżone do tych osiąganych przez jednostkę HEMI, były jednak dostępne przy niższych prędkościach obrotowych. W praktyce oznaczało to że egzemplarz wyposażony w tańszy silnik 440 6-BBL był prawie tak szybki jak z motorem 426 HEMI.
Road Runner zdobył tytuł Car of the Year czasopisma Motor Trend w roku 1969. W porównaniu z rokiem poprzednim sprzedaż wzrosła o prawie 100%, do 82 109 sprzedanych samochodów.  

### Drugi lifting
W roku 1970 zmodernizowano wygląd przedniego i tylnego pasa, przyczyniło się to do kolejnego sukcesu rynkowego. Również w tym roku wprowadzono ulepszoną wersję systemu "Air Grabber". Dodano wiele kolorów z rodzaju "High Impact" takich jak: In-Violet, Moulin Rouge czy Vitamin C. Rocznik '70 Road Runnera i GTXa nadal był popularny. Gama silnikowa pozostała bez zmian w porównaniu z rokiem poprzednim.

### Silniki
- V8 6.3l
- V8 7.0l
- V8 7.2l

### Plymouth Superbird

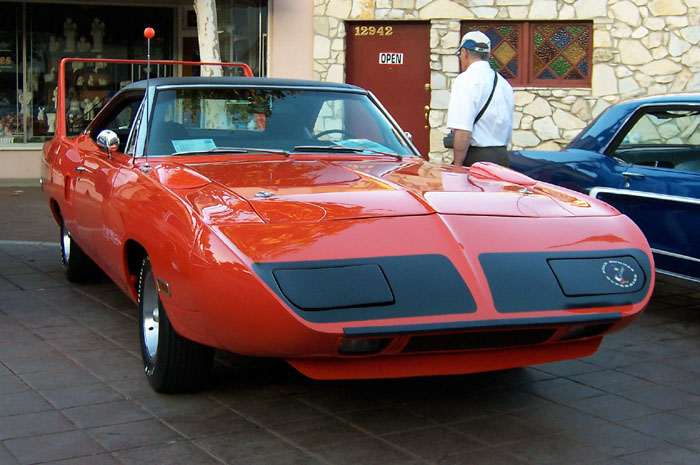
Plymouth Superbird

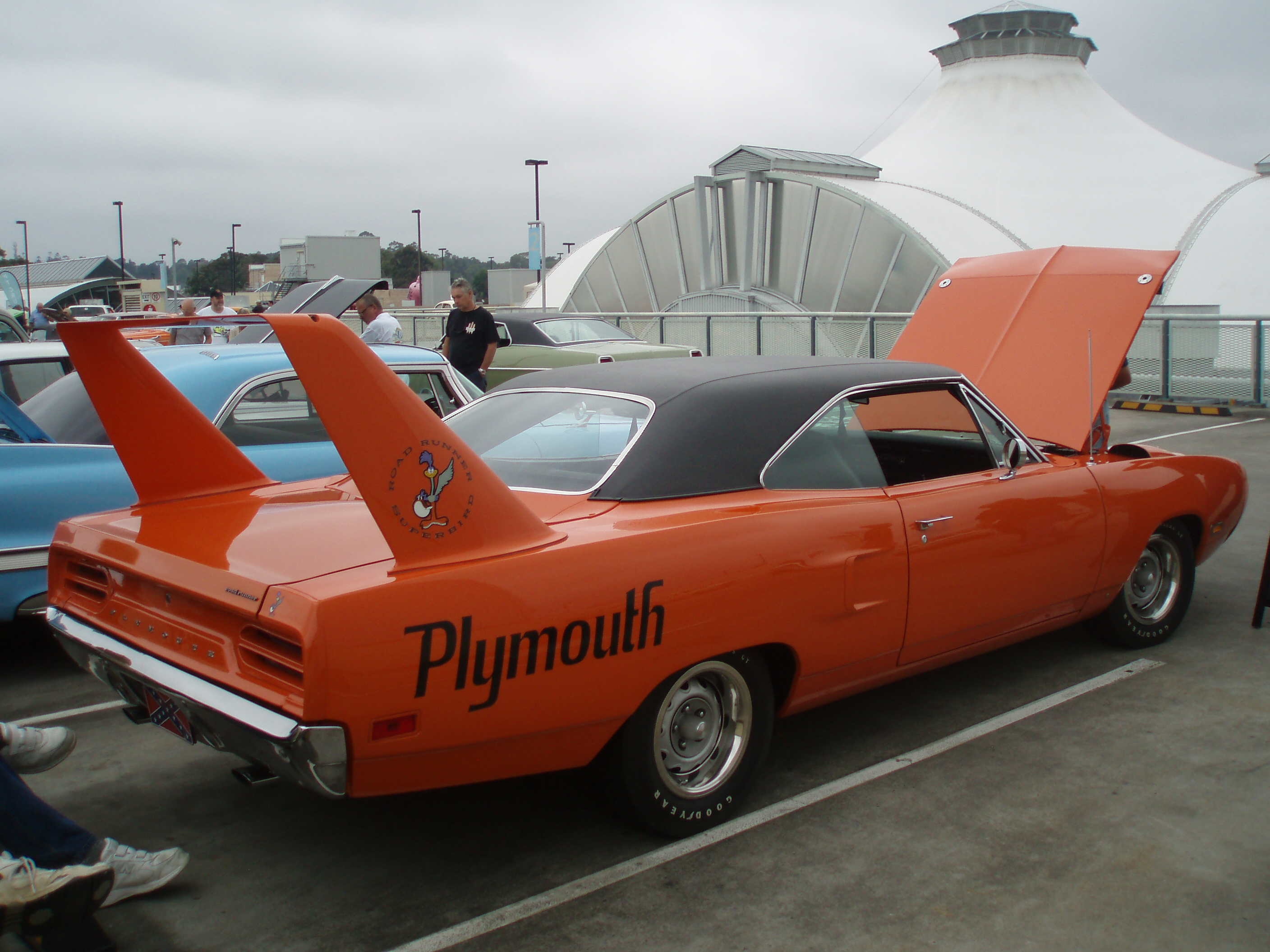
Plymouth Superbird - tył

Po sukcesach Aero Warriors NASCAR Dodge Chargera Daytony nad modelami Fordem Torino i Mercurym Cyclonem, Plymouth również chciał mieć w swojej gamie modeli wersję tego samochodu. Model ten odznaczał się monstrualnych rozmiarów tylnym spoilerem, oraz przodem w kształcie nosa rekina. Superbird był pojazdem małoseryjnym i przeznaczono go do niskonakładowej sprzedaży - dostarczano do klientów prywatnych w ograniczonych ilościach, po jednej sztuce na dealera.
Chcąc osiągnąć sukces taki jak Dodge Charger Daytona '69, Plymouth próbował podobnych koncepcji w swojej własnej kreacji z 1970 roku, Plymoucie Superbird. Osiągi były bardzo dobre, dla wersji z silnikiem HEMI czas przyspieszenia od 0 do 60 mph wynosił 4,8 s, samochód przejeżdżał dystans 1/4  mili w 13,5 sekund przy prędkości końcowej 105 mph. Pomimo podobieństw w wyglądzie, Superbird różnił się nieznacznie od modelu Daytona.
Superbird oparty był na Road Runnerze, inny niż w Daytonie był przód i blachy z których wykonano karoserię. Specjalny "dziób" dodawał 483 mm (19 cali) do całkowitej długości pojazdu (w Daytonie powiększał on długość o 457 mm (18 cali), tylny spoiler był nieco bardziej pochylony niż w samochodzie Dodge. W obydwu modelach, spoiler był wysoki na 3 stopy. Tylne skrzydło nie przydawało się podczas codziennego użytkowania; zostało ono zaprojektowane na tory wyścigowe, aby pomóc utrzymać przyczepność tylnych kół przy prędkościach powyżej 240 km/h. 
NASCAR wymagał zbudowania tylko 500 sztuk pojazdu w roku 1969, w roku 1970 natomiast, NASCAR wymagał już produkcji po jednej sztuce na każdego dealera modelu. Łącznie powstało 1920 sztuk modelu Superbird. Model dostępny był z trzema różnymi silnikami. Najbardziej popularna była podstawowa jednostka Super Commando 440 V8 z jednym czterogardzielowym gaźnikiem, której moc szacowano na 375 HP. Kolejnym wariantem był 440 Six Barrel o mocy 393 KM. Topową wersją był wybrany tylko przez 93 kupujących legendarny 426 HEMI generujący moc 429 KM. Pomimo sukcesów jakie Superbird odnosił na torach wyścigowych, seryjnie produkowany był tylko w roku 1970.

## Druga generacja

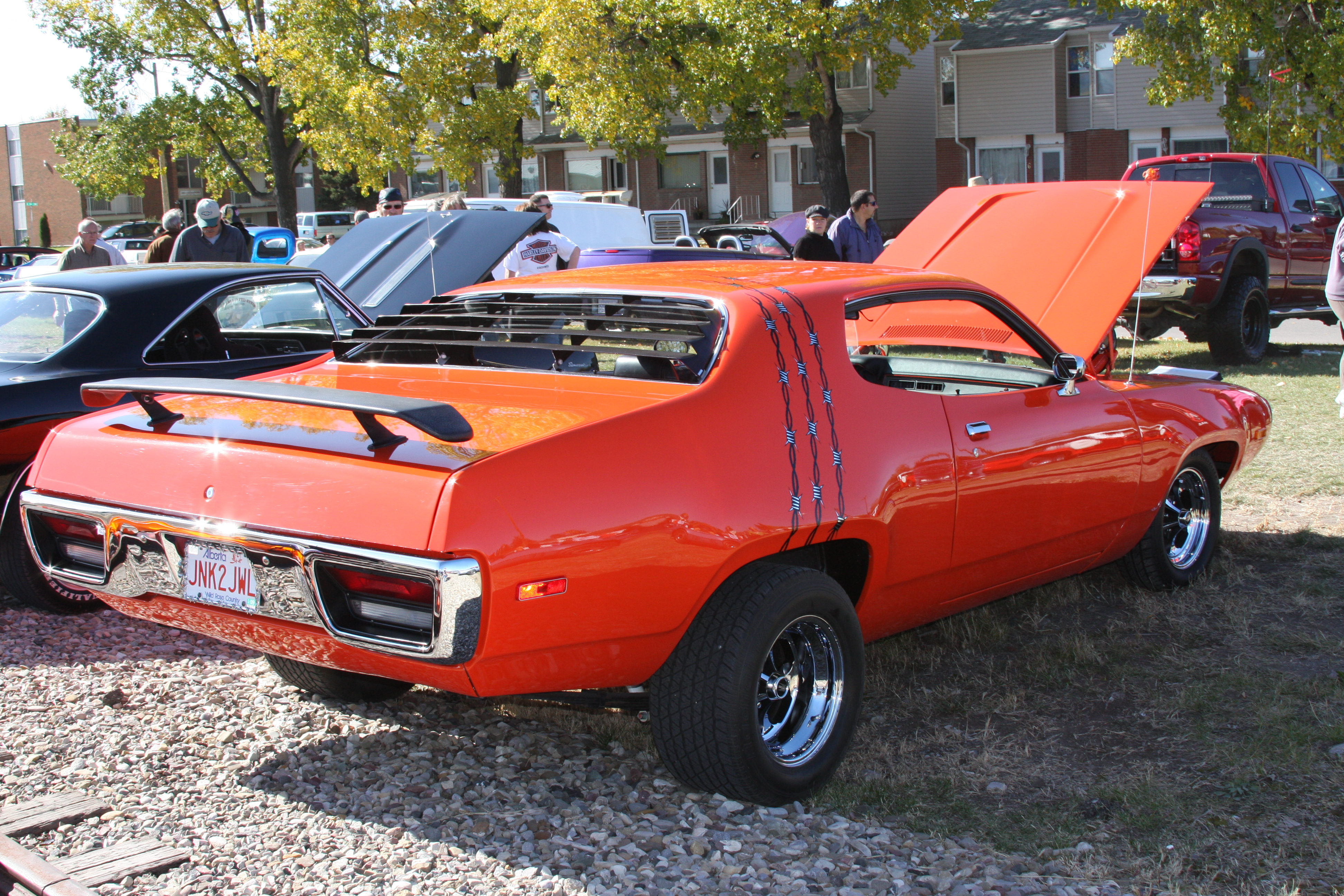
Plymouth Road Runner II - tył

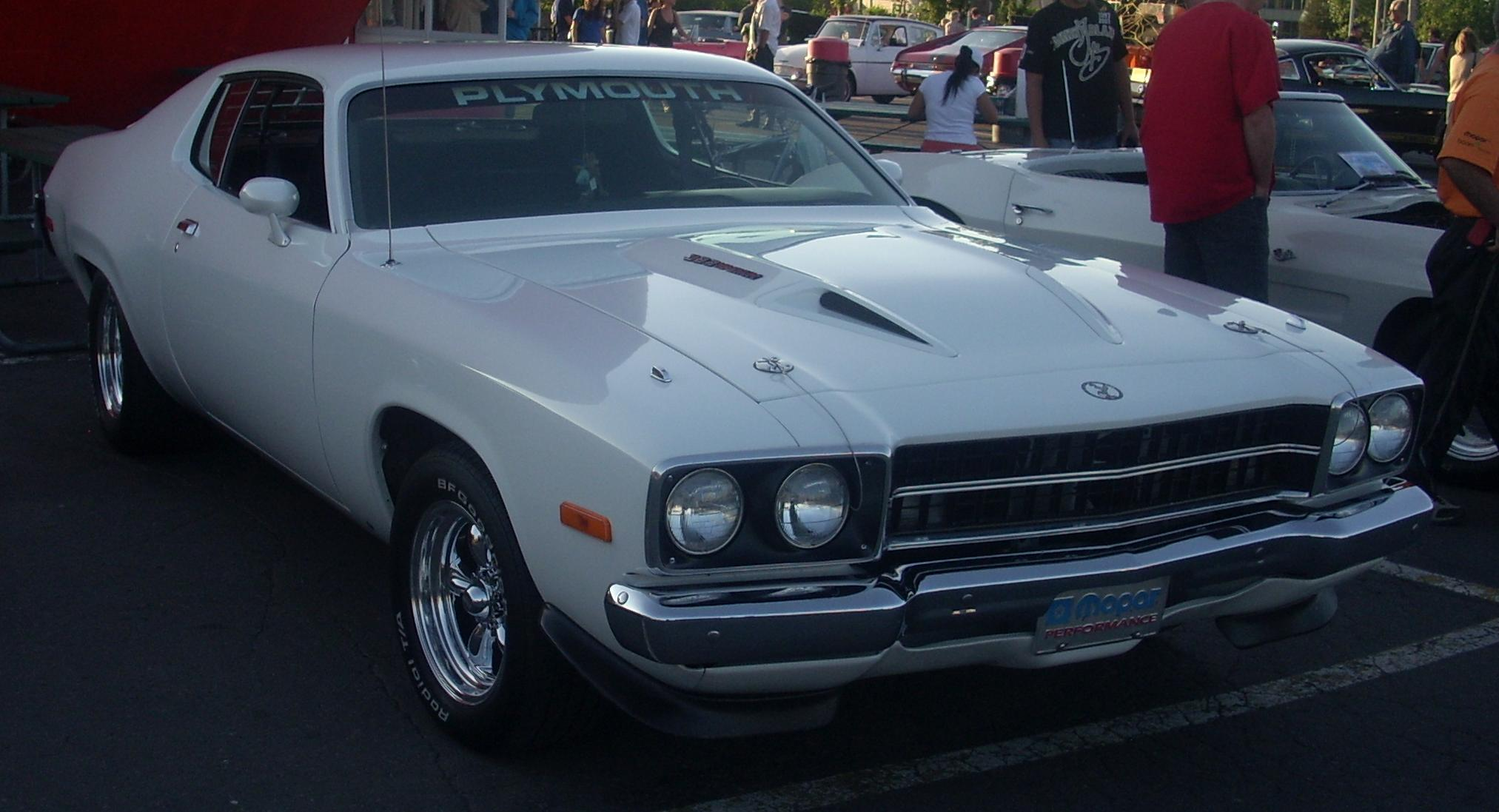
Plymouth Road Runner II po liftingu

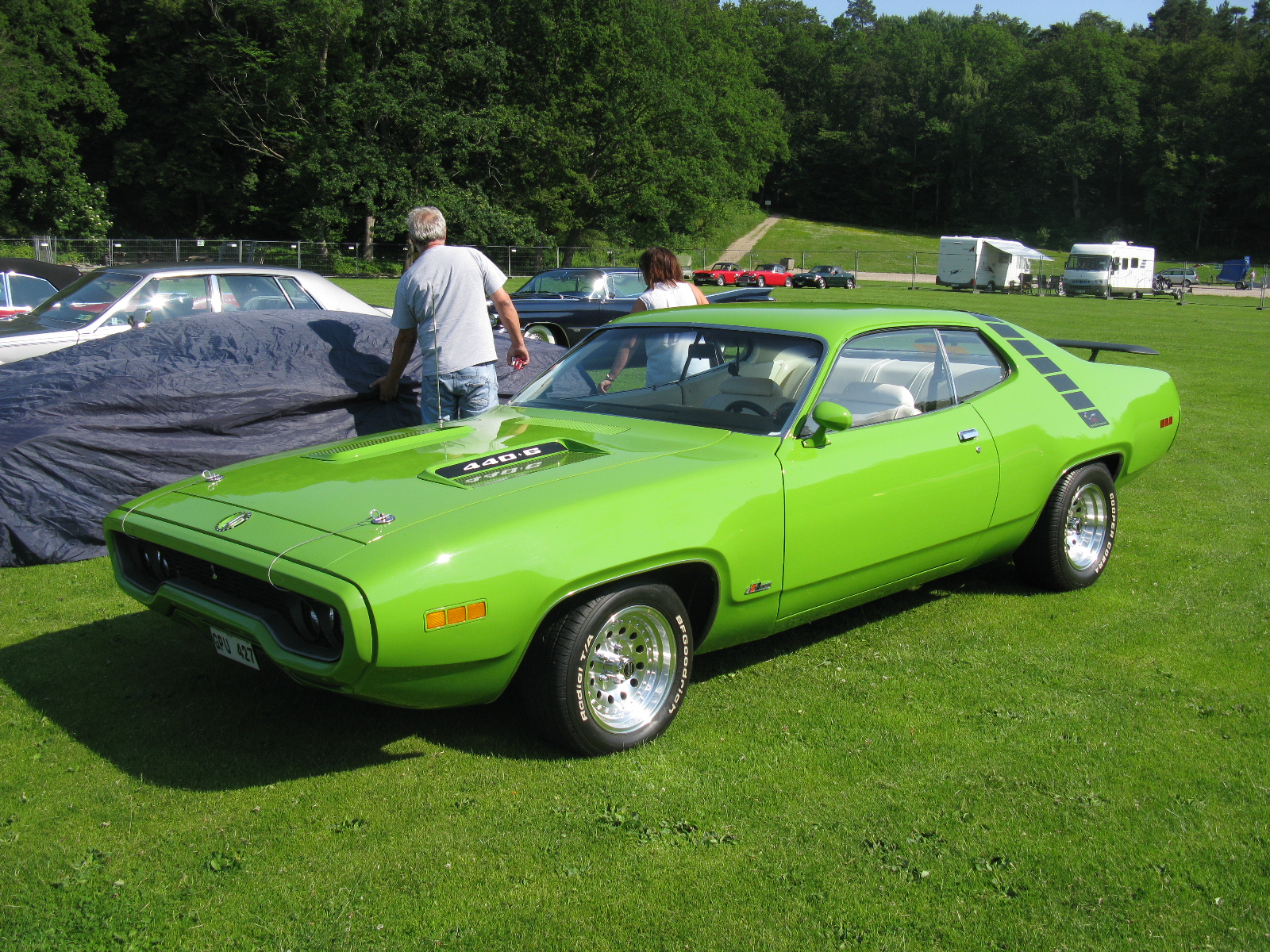
Plymouth Road Runner II 440

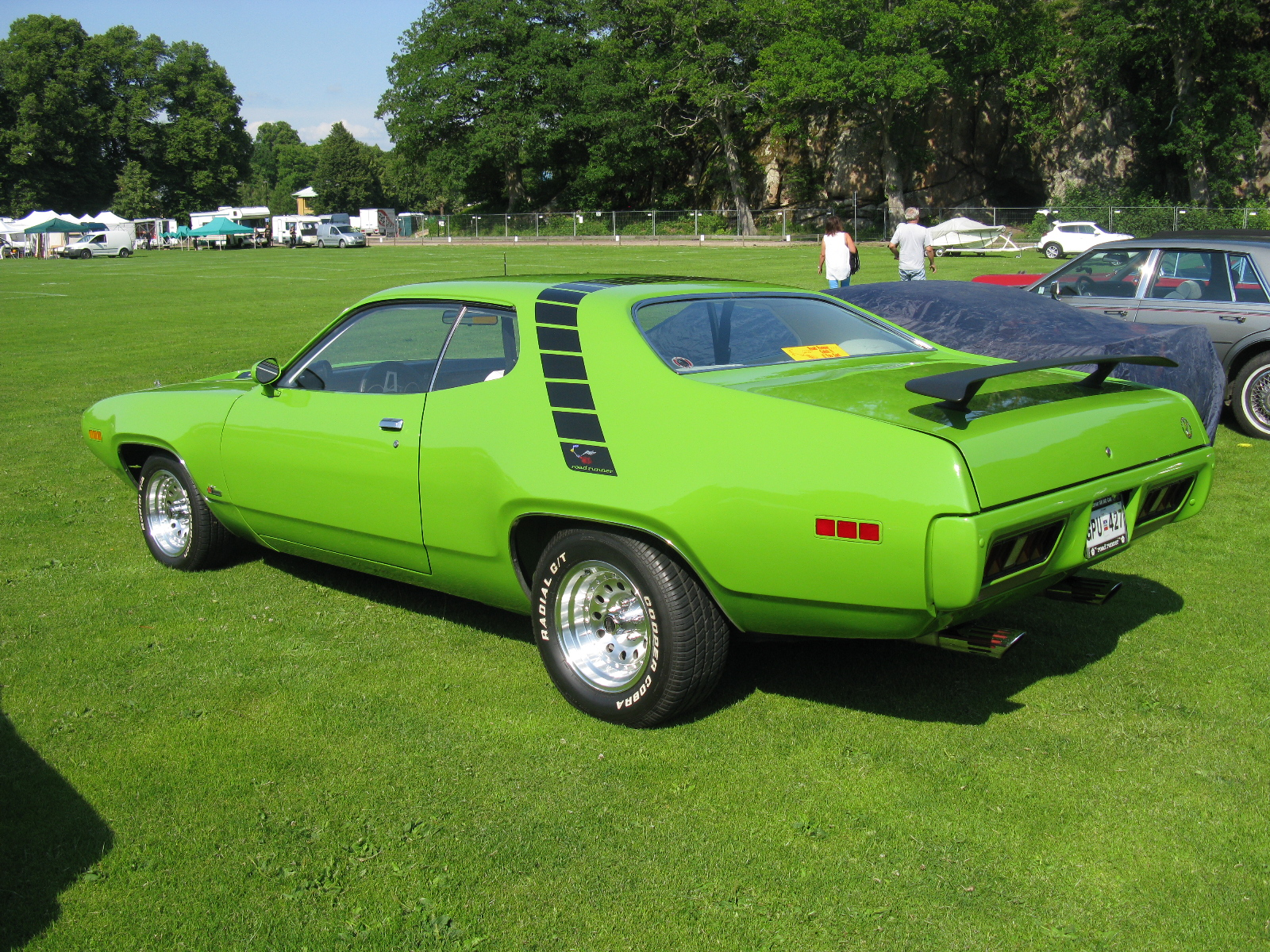
Plymouth Road Runner II 440 - tył

Plymouth Road Runner II został zaprezentowany po raz pierwszy w 1971 roku.
Wraz z rokiem 1971 kompletnie zmieniono wygląd nadwozia, otrzymało ono wiele zaokrąglonych krawędzi w stylu "fuselage" zgodnie z panującymi wówczas trendami, zakończono montaż kabrioletu. Wprowadzenie nowych norm czystości spalin sprawiło, że spadła nieznacznie moc silników i czas przejazdu 1/4 mili. Rocznik 1972 prawie nie różnił się na zewnątrz w porównaniu z modelami z roku 1971, wprowadzono tylko kilka zmian w wyglądzie. 
Przedni grill otrzymał wygląd podobny do wlotów powietrza do silników odrzutowych, tylne światła otrzymały bardziej zaokrąglone kształty. Poważniejsze zmiany zaszły od strony technicznej, big-block 383 został zastąpiony przez większą jednostkę 400 CID, do palety silników dołączył także small block 340. Dodano także po raz pierwszy silnik 440 CID z czterogardzielowym gaźnikiem. Motor ten był standardowo montowany w pakiecie "GTX" (od czasu kiedy GTX przestał być montowany jako osobny model) który był dostępny dla Road Runnera w latach 1972–1974. 
Za sprawą nowej normy SAE moc silników była formalnie znacznie niższa w porównaniu z poprzednimi latami. Popularny 426 HEMI był niedostępny w roku 1972, powstało mniej niż pięć silników 440 Six Barrel. Modele z lat 1973–74 charakteryzowały się poważniejszą stylistyką nadwozia. Czasu przejazdu 1/4 mili coraz bardziej się wydłużały, w końcu oscylowały w granicach 16 s, co oddalało model od podstawowych założeń segmentu.
Podstawowym silnikiem w latach 1973-74 było 318 CID V8 Chryslera; samochód nadal posiadał dwa ujścia układu wydechowego. Po roku 1972, nie budowano już samochodów z silnikiem 440 i czterobiegową skrzynią manualną. Największym silnikiem dostępnym z tą przekładnią był V8 400, możliwa była także w tej kombinacji instalacja silników 340 (1973) i 360 (1974). Jednostka 440 była nadal dostępna w latach 1973–1974, jednak tylko ze automatyczną skrzynią 727 TorqueFlite.

### Silniki
- V8 5.2l
- V8 5.6l
- V8 5.9l
- V8 6.3l
- V8 6.6l
- V8 7.0l
- V8 7.2l

## Trzecia generacja

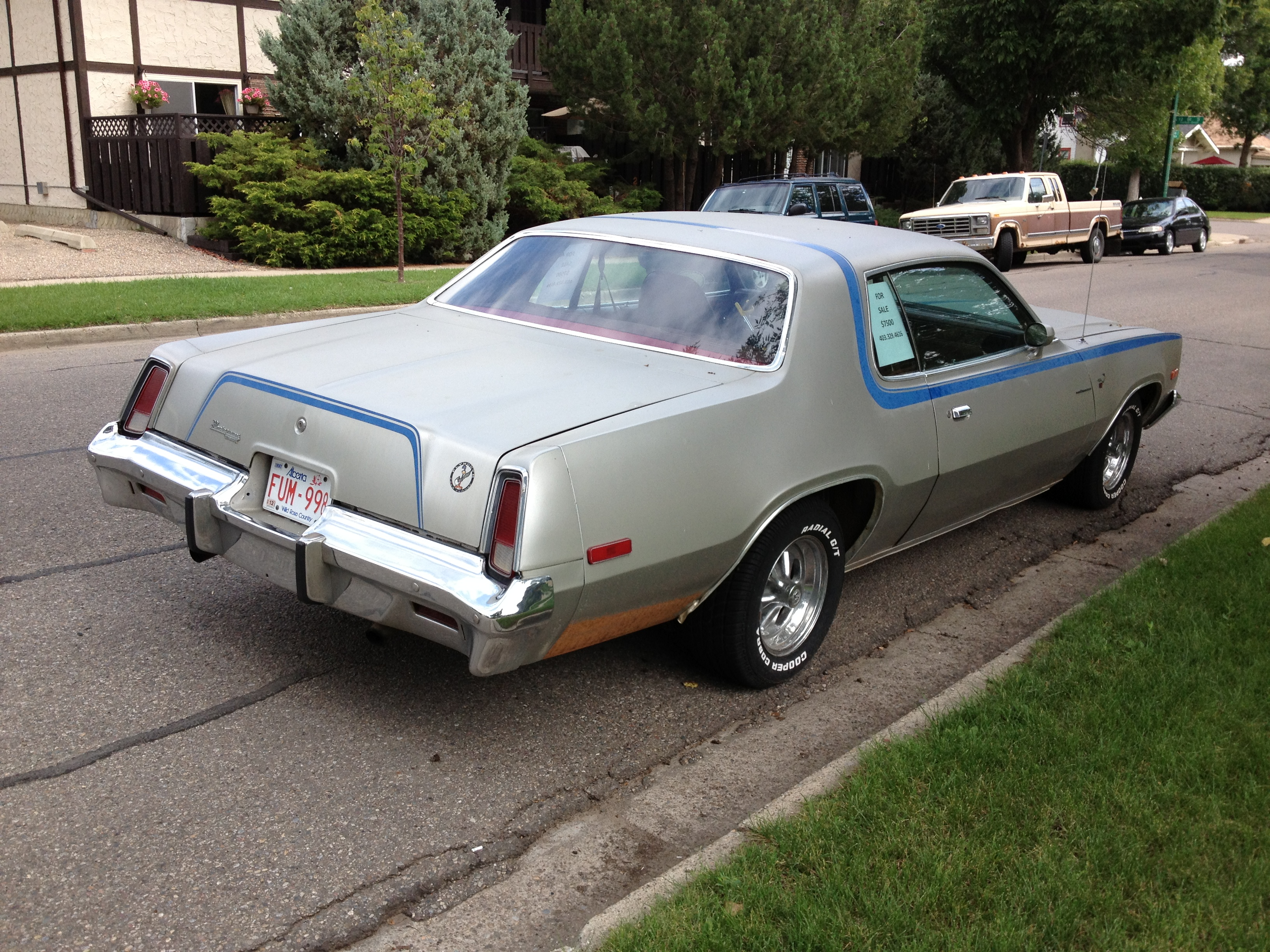
Plymouth Road Runner III - tył

Plymouth Road Runner III został zaprezentowany po raz pierwszy w 1975 roku.
Plymouth Satelite został zastąpiony przez Plymouth'a Fury w 1975. Ponieważ nowy Fury bazował na płycie podłogowej B, następca Plymouth'a Fury z 1974 został nazwany Gran Fury.
Podstawowa jednostka napędowa 5,2 l osiągała 145 KM, oferowano także silniki 5,9 l oraz 6,6 l w różnych wariantach różniących się mocą. Najmocniejsza jednostka o pojemności 6,6 l (E48) osiągała moc 235 KM, zapewniając przyśpieszenie od 0 do 60 mph w czasie 8,1 sekundy oraz prędkość maksymalną 195 km/h. 
Większy silnik 7,2 l, o mocy 255 KM, był montowany tylko w pojazdach budowanych na potrzeby policji. Wszystkie jednostki napędowe współpracowały z przekładnią automatyczną o trzech przełożeniach. Trzecia generacja była sprzedawana tylko przez rok, powstało 7183 egzemplarzy.

### Silniki
- V8 5.2l
- V8 5.9l
- V8 6.6l
- V8 7.2l

## Czwarta generacja

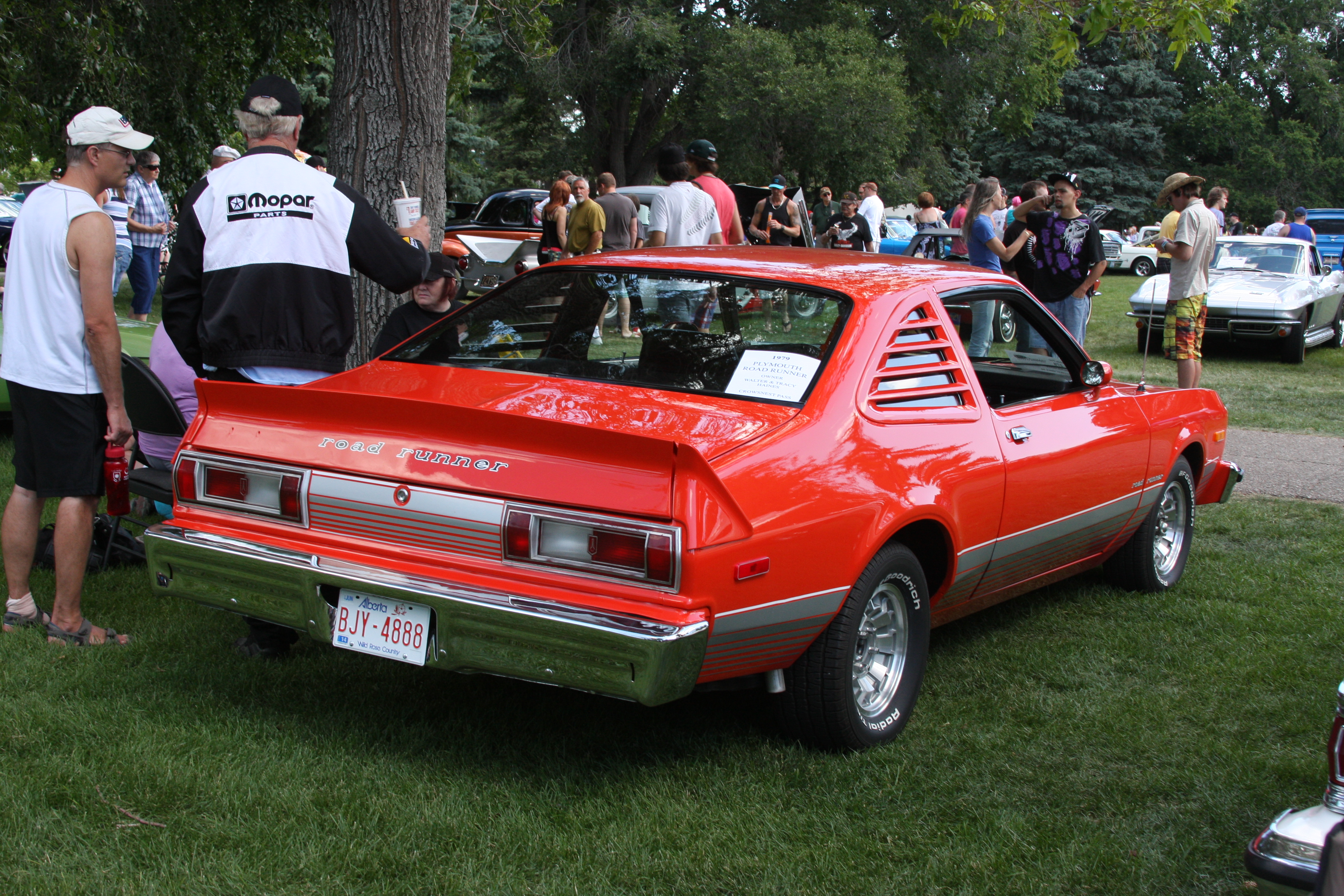
Plymouth Road Runner IV - tył

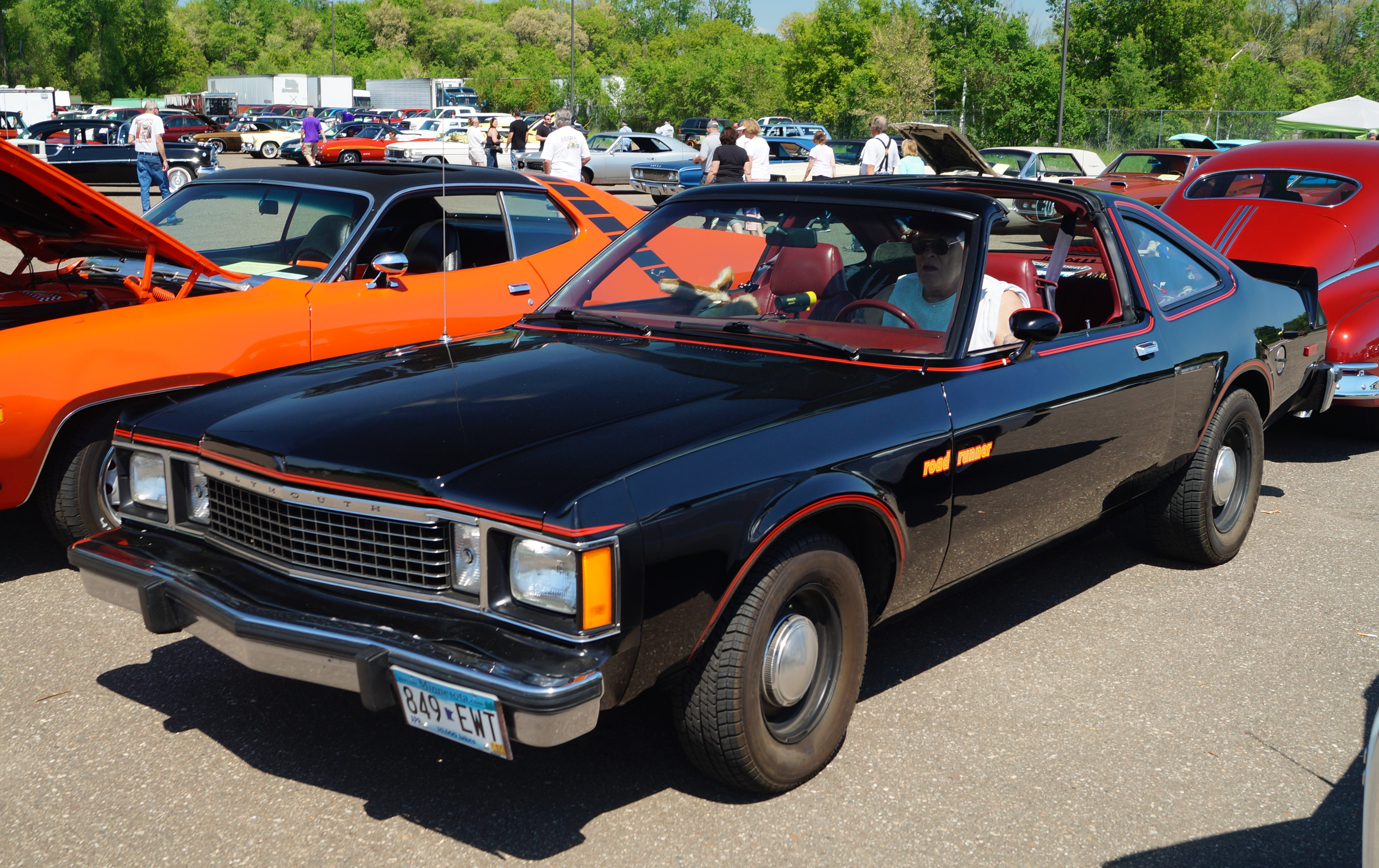
Plymouth Road Runner IV po liftingu

Plymouth Road Runner IV został zaprezentowany po raz pierwszy w 1976 roku.
W 1976 roku nazwa Road Runner nie dotyczyła już osobnego modelu, określała ona pakiet wyposażenia modelu Volaré, mającego zastąpić oparte na platformach A-body modele Valiant/Duster. Pojazd ten, został oparty na nowej platformie F-body.
Standardowym silnikiem nadal była jednostka 5,2 l, opcjonalnie występował większy 5,9 l (z dwugardzielowym gaźnikiem i pojedynczym wydechem) o mocy 160 KM, tylko w połączeniu z automatyczną skrzynią biegów o trzech przełożeniach. Zawieszenie zostało zapożyczone z pakietów policyjnych modelu Volaré.
Od roku 1977 oferowano model Road Runner z jednostką 5,9 l, zasilaną czterogardzielowym gaźnikiem, od 1979 opcjonalnie występował podwójny układ wydechowy, osiągając 195 KM. W tym samym roku standardowym źródłem napędu stał się silnik R6 Slant Six o pojemności 3,7 l. W 1980 roku nie występowała już jednostka 5,9 l, był to także ostatni rok produkcji modelu Road Runner.

### Silniki
- L6 3.2l
- V8 3.2l
- V8 3.6l